# Wham!
Wham! (kända i USA som Wham! U.K.) var en brittisk popduo, grundad av sångarna George Michael och Andrew Ridgeley i Bushey, 1981.

## Historik

### Genombrott
De hade tidigare spelat i ett band som kallat sig "The Executive". Deras första hit kom 1982 "Young Guns (Go for It)". Genombrottet i Storbritannien skedde i det kända TV-musikprogrammet "Top of the Pops". Singeln klättrade snabbt i hemlandet men fick nöja sig med att bli 3:a på UK Singles Chart som högst. Sverige var däremot det land som var först att ge Wham en singeletta. "Young Guns (Go for It)" toppade svenska listan 22 mars 1983.

### Framgångar
Wham fick stora försäljningsframgångar med debutalbumet Fantastic 1983. Singlarna "Young Guns (Go For It)", "Wham Rap! (Enjoy What You Do)", "Bad Boys" och "Club Tropicana" placerade sig på listorna. Varje sång lanserades tillsammans med en minnesvärd video och bandets image var inledningsvis av det tuffare slaget. I videon till "Club Tropicana", den sista hiten från Fantastic, som släpptes sommaren 1983 var det sol, bad och shorts som gällde. Bandets beundrare fick se en ny image ta form.
1984 följdes succén upp med albumet Make It Big. Då var det solbränna, frisyrer med ljusa slingor och stora vita leenden som gällde. Skivan tog sig direkt in på listorna i både Storbritannien och USA och hade snart båda förstaplatserna. Några av titlarna på Make it Big var "Wake Me Up Before You Go-Go", "Freedom", "Everything She Wants" och "Careless Whisper". "Careless Whisper" marknadsfördes som en solosång av och med George Michael och den blev hans största hit någonsin.
Våren 1986 meddelade George Michael och Andrew Ridgeley att de skulle gå skilda vägar. En avskedskonsert på ett utsålt Wembley Stadium 28 juni 1986 markerade avslutningen på Whams karriär.

## Diskografi
Studioalbum
- 1983 – Fantastic!
- 1984 – Make It Big

Samlingsalbum
- 1986 – The Final
- 1986 – Music From The Edge of Heaven
- 1997 – If You Were There...

Singlar
- 1982 – "Wham Rap! (Enjoy What You Do)"
- 1982 – "Young Guns (Go For It!)"
- 1983 – "Wham Rap! (Enjoy What You Do)" (omgjord)
- 1983 – "Bad Boys"
- 1983 – "Club Tropicana"
- 1983 – "Club Fantastic Megamix"
- 1984 – "Wake Me Up Before You Go-Go"
- 1984 – "Careless Whisper"
- 1984 – "Freedom"
- 1984 – "Last Christmas"
- 1984 – "Everything She Wants"
- 1985 – "I'm Your Man"
- 1986 – "A Different Corner"
- 1986 – "The Edge of Heaven"
- 1986 – "Where Did Your Heart Go?"

| Låt                       | Datum            | Högsta | Placeringar        |
| ------------------------- | ---------------- | ------ | ------------------ |
| "Freedom"                 | 6 oktober 1984   | 4      | 8, 4, 4, 6, 4, 7   |
| "Last Christmas"          | 15 december 1984 | 2      | 2, 2, 2, 4, 8      |
| "Everything She Wants"    | 12 januari 1985  | 3      | 18, 3, 3, 5, 6, 10 |
| "I'm Your Man"            | 23 november 1985 | 8      | 8, 11, 12, 19      |
| "The Edge of Heaven"      | 21 juni 1986     | 4      | 4, 5, 12           |
| "Where Did Your Heart Go" | 1 november 1986  | 10     | 12, 10, 10, 12     |